# 弗拉基米尔·雅罗斯拉维奇 (诺夫哥罗德)
弗拉基米尔·雅罗斯拉维奇（俄语：Владимир Ярославич；1020年—1052年10月4日），古罗斯统帅，诺夫哥罗德王公（1036年~1052年在位）。
弗拉基米尔·雅罗斯拉维奇是基辅大公智者雅罗斯拉夫的次子，母亲是一位瑞典公主。他在1036年被父亲任命为诺夫哥罗德的王公。早年率领军队参加过几次战役。1043年，弗拉基米尔·雅罗斯拉维奇奉父亲雅罗斯拉夫大公之命，率领罗斯军队对拜占庭帝国进行了最后一次远征。他的军队中既有斯拉夫人也有瓦良格人。在前往帝都君士坦丁堡的途中，运载远征军的罗斯船队遇到风暴，大部分船只被毁。弗拉基米尔·雅罗斯拉维奇被迫撤退。拜占庭人派出14艘船去追赶他们，但被弗拉基米尔打败；部分罗斯人得以平安返回基辅。那些被俘的人都被拜占庭人弄瞎了。
1045年，弗拉基米尔·雅罗斯拉维奇在诺夫哥罗德修建了著名的圣索菲亚主教座堂，后来他本人就被安葬在那里。

## 资料来源
- 苏联历史大百科全书·人物卷，1961~1973

| 前任： 雅罗斯拉夫一世 | 诺夫哥罗德王公 1036~1052 | 繼任： 伊贾斯拉夫一世 |